# Арсаг
Арсаг (фр. Arsague) насеље је и општина у југозападној Француској у региону Аквитанија, у департману Ланд која припада префектури Дакс.
По подацима из 2011. године у општини је живело 357 становника, а густина насељености је износила 49,72 становника/km². Општина се простире на површини од 7,18 km². Налази се на средњој надморској висини од 70 метара (максималној 94 m, а минималној 46 m).

## Демографија
| 1962. | 1968. | 1975. | 1982. | 1990. | 1999. | 2011. |
| ----- | ----- | ----- | ----- | ----- | ----- | ----- |
| 363   | 383   | 339   | 289   | 307   | 277   | 357   |

График промене броја становника у току последњих година